# Választott női államfők és kormányfők listája
A választott női államfők és kormányfők listája azokat a női politikusokat tartalmazza, akik úgy jutottak a hatalom csúcsára, hogy nem megörökölték a tisztségüket, hanem választás útján kerültek oda akár a köztársaságokban, akár a monarchiákban a 20. és a 21. században. Tehát nem tartalmazza az uralkodónőket, a monarchikus államfők képviselőit (alkirályokat vagy kormányzókat), akik születési előjogok alapján uralkodnak, vagy kinevezés útján képviselik az uralkodók személyét. A női monarchákat az Uralkodónők listája szerepelteti. A lista országonként sorolja fel a különböző vezető politikusnőket. Eddig 93 országban került nő a legfőbb tisztségekbe. Az első női elnök a Tuva Népköztársaság utolsó államfője,  Hertek Ancsimaa-Toka (1940–1944), az első női miniszterelnök Ukrajna első miniszterelnöke, Jevhenyija Bos (1917–1918) volt. A legtöbb női államfő San Marinóban (25), a legtöbb női miniszterelnök Norvégiában volt (5), de ebből egy személy háromszor ült a kormányfői székben. Az elnöki pozíciót a leghosszabb ideig az izlandi Vigdís Finnbogadóttir töltötte be, 16 évig, a legrövidebb ideig pedig a dél-afrikai Ivy Matsepe-Casaburri töltötte be 14 óráig. A miniszterelnöki pozíciót a leghosszabb ideig a bangladeshi Sheikh Hasina töltötte be 20 évig, a legrövidebb ideig az ecuadori Rosalía Arteaga Serrano és a madagaszkári Cécile Manorohonta töltötte be 2 napig. Öt országban, Guyanán, Srí Lankán, Burundiban, Kirgizisztánban, Moldovában fordult elő, hogy ugyanaz a női politikus töltötte be a miniszterelnöki és elnöki tisztséget is egy ideig.

## Argentína
1826 óta elnöki köztársaság. 1974-ben került először nő az elnöki pozícióba.
| Név                      | Kép | Hivatal | Mandátum kezdete   | Mandátum vége     | Hivatali idő  |
| ------------------------ | --- | ------- | ------------------ | ----------------- | ------------- |
| Isabel Martínez de Perón |     | Elnök   | 1974. július 1.    | 1976. március 24. | 1 év, 268 nap |
| Cristina Kirchner        |     | Elnök   | 2007. december 10. | 2015. december 9. | 7 év, 364 nap |

## Aruba
Aruba 1986-ig a Holland Antillák része volt, ekkor vált önálló autonóm tagjává a Holland Királyságnak. 2017-ben került először nő miniszterelnöki pozícióba.
| Név                | Kép | Hivatal        | Mandátum kezdete   | Mandátum vége | Hivatali idő |
| ------------------ | --- | -------------- | ------------------ | ------------- | ------------ |
| Evelyn Wever-Croes |     | Miniszterelnök | 2017. november 17. | Hivatalban    |              |

## Ausztrália
1901 óta független alkotmányos királyság a Brit Nemzetközösségen belül. Államfője a mindenkori brit uralkodó. 2010-ben került először nő miniszterelnöki pozícióba.
| Név           | Kép | Hivatal        | Mandátum kezdete     | Mandátum vége     | Hivatali idő |
| ------------- | --- | -------------- | -------------------- | ----------------- | ------------ |
| Julia Gillard |     | Miniszterelnök | 2010. június 24.     | 2013. június 27.  | 3 év, 3 nap  |
| Julie Bishop  |     | Miniszterelnök | 2014. december 20.   | 2015. január 16.  | 27 nap       |
| Julie Bishop  |     | Miniszterelnök | 2018. szeptember 21. | 2018. október 23. | 32 nap       |

## Ausztria
1918-1938 között és 1945 óta szövetségi parlamentáris köztársaság, 1938-1945 között viszont az Anschluss révén a náci Németország része lett. 2004-ben került először nő elnöki és 2019-ben miniszterelnöki pozícióba.
| Név             | Kép | Hivatal | Mandátum kezdete | Mandátum vége    | Hivatali idő |
| --------------- | --- | ------- | ---------------- | ---------------- | ------------ |
| Barbara Prammer |     | Elnök   | 2004. július 6.  | 2004. július 8.  | 2 nap        |
| Doris Bures     |     | Elnök   | 2016. július 8.  | 2017. január 26. | 202 nap      |

| Név               | Kép | Hivatal        | Mandátum kezdete | Mandátum vége   | Hivatali idő |
| ----------------- | --- | -------------- | ---------------- | --------------- | ------------ |
| Brigitte Bierlein |     | Miniszterelnök | 2019. június 3.  | 2020. január 7. | 218 nap      |

## Banglades
1971 óta parlamentáris köztársaság. 1991-ben került először nő miniszterelnöki pozícióba.
| Név           | Kép | Hivatal        | Mandátum kezdete              | Mandátum vége      | Hivatali idő   |
| ------------- | --- | -------------- | ----------------------------- | ------------------ | -------------- |
| Khaleda Zia   |     | Miniszterelnök | 1991. március 20.             | 1996. március 30.  | 5 év, 10 nap   |
| Sheikh Hasina |     | Miniszterelnök | 1996. június 23.              | 2001. július 15.   | 5 év, 22 nap   |
| Khaleda Zia   |     | Miniszterelnök | 2001. október 10. (másodszor) | 2006. október 29.  | 5 év, 19 nap   |
| Sheikh Hasina |     | Miniszterelnök | 2009. január 6. (másodszor)   | 2024. augusztus 5. | 15 év, 212 nap |

## Barbados
2021 óta parlamentáris köztársaság. 1966 és 2021 között független alkotmányos királyság a Brit Nemzetközösségen belül. 2018-ban került először nő miniszterelnöki és 2021-ben elnöki pozícióba.
| Név          | Kép | Hivatal | Mandátum kezdete   | Mandátum vége | Hivatali idő |
| ------------ | --- | ------- | ------------------ | ------------- | ------------ |
| Sandra Mason |     | Elnök   | 2021. november 30. | Hivatalban    |              |

| Név         | Kép | Hivatal        | Mandátum kezdete | Mandátum vége | Hivatali idő |
| ----------- | --- | -------------- | ---------------- | ------------- | ------------ |
| Mia Mottley |     | Miniszterelnök | 2018. május 25.  | Hivatalban    |              |

## Belgium
1830 óta alkotmányos monarchia. Államfője a mindenkori belga uralkodó. 2019-ben került először nő miniszterelnöki pozícióba.
| Név           | Kép | Hivatal        | Mandátum kezdete  | Mandátum vége    | Hivatali idő |
| ------------- | --- | -------------- | ----------------- | ---------------- | ------------ |
| Sophie Wilmès |     | Miniszterelnök | 2019. október 27. | 2020. október 1. | 340 nap      |

## Bissau-Guinea
1973-1991 között elnöki köztársaság, 1991 óta félelnöki köztársaság. 1984-ben került először nő elnöki és 2012-ben miniszterelnöki pozícióba.
| Név            | Kép | Hivatal | Mandátum kezdete | Mandátum vége   | Hivatali idő |
| -------------- | --- | ------- | ---------------- | --------------- | ------------ |
| Carmen Pereira |     | Elnök   | 1984. május 14.  | 1984. május 16. | 2 nap        |

| Név                   | Kép | Hivatal        | Mandátum kezdete  | Mandátum vége     | Hivatali idő |
| --------------------- | --- | -------------- | ----------------- | ----------------- | ------------ |
| Adiato Djaló Nandigna |     | Miniszterelnök | 2012. február 10. | 2012. április 12. | 62 nap       |

## Bolívia
1825 óta elnöki köztársaság. 1979-ben került először nő elnöki pozícióba.
| Név                  | Kép | Hivatal | Mandátum kezdete   | Mandátum vége      | Hivatali idő |
| -------------------- | --- | ------- | ------------------ | ------------------ | ------------ |
| Lidia Gueiler Tejada |     | Elnök   | 1979. november 16. | 1980. július 17.   | 244 nap      |
| Jeanine Áñez         |     | Elnök   | 2019. november 12. | 2020. november 20. | 362 nap      |

## Bosznia-Hercegovina
1995-ben a délszláv háborúkat lezáró daytoni békeszerződés értelmében a gyakorlatilag több részre szakadt Bosznia-Hercegovinát újraegyesítették, a területén kikiáltott Szerb Köztársaságot és a bosnyák-horvát béketárgyalások folyamán felállt Bosznia-Hercegovinai Föderációt is elismerték. Bosznia-Hercegovinát két önálló részre osztották fel, melyek saját parlamenttel rendelkeznek. A dualista állam egységét a ENSZ Boszniai Főmegbízott Hivatala biztosítja, amely az ENSZ nevében kormányozza egész Boszniát. Az állam három elnökét (bosnyák, horvát, szerb) négy évre választják, az egyes nemzetiségek egyet-egyet, akik minden 8 hónapban cserélik az elnöki széket. Az összességében a legtöbb szavazatot kapott jelölt lesz az első elnök a négyéves idő alatt. 2022-ben került először nő elnöki pozícióba. 
| Név               | Kép | Hivatal | Mandátum kezdete   | Mandátum vége    | Hivatali idő |
| ----------------- | --- | ------- | ------------------ | ---------------- | ------------ |
| Željka Cvijanović |     | Elnök   | 2022. november 16. | 2023. július 16. | 242 nap      |
| Željka Cvijanović |     | Elnök   | 2024. november 16. |                  |              |

Az állam három elnökét (bosnyák, horvát, szerb) négy évre választják, az egyes nemzetiségek egyet-egyet, akik minden 8 hónapban cserélik az elnöki széket. 1992-ban került először nő elnöki pozícióba szerb részről, akit 2001-ben a Boszniában elkövetett háborús bűnök miatt elítélt a Nemzetközi Büntető Törvényszék.
| Név                      | Kép | Hivatal | Mandátum kezdete   | Mandátum vége    | Hivatali idő  |
| ------------------------ | --- | ------- | ------------------ | ---------------- | ------------- |
| Biljana Plavšić          |     | Elnök   | 1992. március 1.   | 1992. április 9. | 39 nap        |
| Tatjana Ljucic-Mijatovic |     | Elnök   | 1992. december 24. | 1996. október 5. | 3 év, 286 nap |
| Željka Cvijanović        |     | Elnök   | 2022. november 16. | Hivatalban       |               |

A Minisztertanács elnökét az általános választások után Bosznia-Hercegovina elnöksége és Bosznia-Hercegovina parlamentje nevezi ki. A Minisztertanács elnökének kormányfőként nincs hatásköre miniszterek kinevezésére. 2023-ban került először nő miniszterelnöki pozícióban. 
| Név            | Kép | Hivatal        | Mandátum kezdete | Mandátum vége | Hivatali idő |
| -------------- | --- | -------------- | ---------------- | ------------- | ------------ |
| Borjana Krišto |     | Miniszterelnök | 2023. január 25. | Hivatalban    |              |

### Bosznia-Hercegovinai Föderáció
Bosznia-Hercegovina nagyobb szövetségi egysége. A Föderáció 1994-ben jött létre a Bosznia-Hercegovinai Horvát Köztársaság és a Horvátország közötti katonai együttműködéséről szóló washingtoni egyezmény keretében. Megalakulásával véget ért a boszniai háború (1992-1995) mellékszála, az időszakos horvát-muszlim fegyveres konfliktus. A Föderációnak a bosznia-hercegovinai alkotmányos rendszerben betöltött szerepét a boszniai háborút lezáró Daytoni békeszerződés biztosítja. A Föderációnak saját elnöke, kormánya és parlamentje van. 2007-ben került először nő elnöki pozícióba. 
| Név            | Kép | Hivatal | Mandátum kezdete  | Mandátum vége     | Hivatali idő |
| -------------- | --- | ------- | ----------------- | ----------------- | ------------ |
| Borjana Krišto |     | Elnök   | 2007. február 22. | 2011. március 17. | 4 év, 23 nap |
| Lidija Bradara |     | Elnök   | 2023. február 28. | Hivatalban        |              |

### Boszniai Szerb Köztársaság
A boszniai Szerb Köztársaságot a boszniai háború (1992–1995) alatt nemzetközileg nem ismerték el. Miután 1994-től kezdve a sorozatos katonai vereségek nyomán egyre jobban lecsökkent az államalakulat területe, az ország vezetői békekötésre kényszerültek. 1996-ban került először nő elnöki pozícióba, akit 2001-ben a Boszniában elkövetett háborús bűnök miatt elítélt a Nemzetközi Büntető Törvényszék. 2013-ban került először nő miniszterelnöki pozícióba.
| Név               | Kép | Hivatal | Mandátum kezdete   | Mandátum vége      | Hivatali idő  |
| ----------------- | --- | ------- | ------------------ | ------------------ | ------------- |
| Biljana Plavšić   |     | Elnök   | 1996. július 19.   | 1998. november 4.  | 2 év, 105 nap |
| Željka Cvijanović |     | Elnök   | 2018. november 19. | 2022. november 15. | 3 év, 361 nap |

| Név               | Kép | Hivatal        | Mandátum kezdete   | Mandátum vége      | Hivatali idő  |
| ----------------- | --- | -------------- | ------------------ | ------------------ | ------------- |
| Željka Cvijanović |     | Miniszterelnök | 2013. március 12.  | 2018. november 19. | 5 év, 252 nap |
| Srebrenka Golić   |     | Miniszterelnök | 2018. november 19. | 2018. december 18. | 29 nap        |

## Brazília
1889 óta elnöki köztársaság. 2011-ben került először nő elnöki pozícióba.
| Név            | Kép | Hivatal | Mandátum kezdete | Mandátum vége       | Hivatali idő |
| -------------- | --- | ------- | ---------------- | ------------------- | ------------ |
| Dilma Rousseff |     | Elnök   | 2011. január 1.  | 2016. augusztus 31. | 5 év 243 nap |

## Bulgária
1990 óta parlamentáris köztársaság. 1994-ben került először nő miniszterelnöki pozícióba.
| Név             | Kép | Hivatal        | Mandátum kezdete  | Mandátum vége    | Hivatali idő |
| --------------- | --- | -------------- | ----------------- | ---------------- | ------------ |
| Reneta Indzsova |     | Miniszterelnök | 1994. október 17. | 1995. január 25. | 100 nap      |

## Burundi
1966-1998 között félelnöki köztársaság, 1998 óta elnöki köztársaság. 1993-ban került először nő miniszterelnöki és elnöki pozícióba.
| Név           | Kép | Hivatal | Mandátum kezdete  | Mandátum vége    | Hivatali idő |
| ------------- | --- | ------- | ----------------- | ---------------- | ------------ |
| Sylvie Kinigi |     | Elnök   | 1993. október 27. | 1994. február 5. | 101 nap      |

| Név           | Kép | Hivatal        | Mandátum kezdete | Mandátum vége     | Hivatali idő |
| ------------- | --- | -------------- | ---------------- | ----------------- | ------------ |
| Sylvie Kinigi |     | Miniszterelnök | 1993. július 10. | 1993. október 27. | 109 nap      |

## Chile
1925 óta elnöki köztársaság. 2006-ban került először nő elnöki pozícióba.
| Név               | Kép | Hivatal | Mandátum kezdete              | Mandátum vége     | Hivatali idő |
| ----------------- | --- | ------- | ----------------------------- | ----------------- | ------------ |
| Michelle Bachelet |     | Elnök   | 2006. március 11.             | 2010. március 11. | 4 év, 0 nap  |
| Michelle Bachelet |     | Elnök   | 2014. március 11. (másodszor) | 2018. március 11. | 4 év, 0 nap  |

## Costa Rica
1848 óta elnöki köztársaság. 2010-ben került először nő elnöki pozícióba.
| Név              | Kép | Hivatal | Mandátum kezdete | Mandátum vége  | Hivatali idő |
| ---------------- | --- | ------- | ---------------- | -------------- | ------------ |
| Laura Chinchilla |     | Elnök   | 2010. május 8.   | 2014. május 8. | 4 év, 0 nap  |

## Dánia
1848 óta alkotmányos monarchia. Államfője a mindenkori dán uralkodó. 2011-ben került először nő miniszterelnöki pozícióba.
| Név                    | Kép | Hivatal        | Mandátum kezdete | Mandátum vége    | Hivatali idő |
| ---------------------- | --- | -------------- | ---------------- | ---------------- | ------------ |
| Helle Thorning-Schmidt |     | Miniszterelnök | 2011. október 3. | 2015. június 28. | 3 év 268 nap |
| Mette Frederiksen      |     | Miniszterelnök | 2019. június 27. | Hivatalban       |              |

### Feröer-szigetek
A Feröer-szigetek 1948 óta belső autonómiával rendelkezik a Dán királyságon belül. 1993-ban került először nő miniszterelnöki pozícióba.
| Név             | Kép | Hivatal        | Mandátum kezdete | Mandátum vége        | Hivatali idő  |
| --------------- | --- | -------------- | ---------------- | -------------------- | ------------- |
| Marisa Petersen |     | Miniszterelnök | 1993. január 18. | 1994. szeptember 15. | 1 év, 240 nap |

### Grönland
Grönland parlamentáris reprezentatív demokrácia, mely csupán néhány kérdésben (kül- és védelempolitika) van alárendelve a dán kormánynak. Grönland 1979 óta rendelkezik belső autonómiával. Grönlandnak 1979. május 1. óta van saját miniszterelnöke. 2009-ben a grönlandiak megszavazták a Grönland autonómiájának kibővítéséről szóló törvénytervezetet, melyet a Folketing is elfogadott, így az életbe lépett. 2013-ban került először nő miniszterelnöki pozícióba.
| Név           | Kép | Hivatal        | Mandátum kezdete | Mandátum vége        | Hivatali idő  |
| ------------- | --- | -------------- | ---------------- | -------------------- | ------------- |
| Aleqa Hammond |     | Miniszterelnök | 2013. április 5. | 2014. szeptember 30. | 1 év, 179 nap |

## Dél-Afrika
1994 óta parlamentáris köztársaság. 2008-ban került először nő elnöki pozícióba.
| Név                   | Kép | Hivatal | Mandátum kezdete     | Mandátum vége        | Hivatali idő |
| --------------------- | --- | ------- | -------------------- | -------------------- | ------------ |
| Ivy Matsepe-Casaburri |     | Elnök   | 2008. szeptember 24. | 2008. szeptember 25. | 14 óra       |

## Dél-Korea
1948 óta félelnöki köztársaság. 2002-ben került először nő miniszterelnöki és 2013-ban elnöki pozícióba.
| Név        | Kép | Hivatal | Mandátum kezdete  | Mandátum vége     | Hivatali idő |
| ---------- | --- | ------- | ----------------- | ----------------- | ------------ |
| Pak Kunhje |     | Elnök   | 2013. február 25. | 2017. március 10. | 4 év, 13 nap |

| Név           | Kép | Hivatal        | Mandátum kezdete  | Mandátum vége    | Hivatali idő |
| ------------- | --- | -------------- | ----------------- | ---------------- | ------------ |
| Csang Szang   |     | Miniszterelnök | 2002. július 11.  | 2002. július 31. | 20 nap       |
| Han Mjongszuk |     | Miniszterelnök | 2006. április 19. | 2007. március 7. | 321 nap      |

## Dnyeszter Menti Moldáv Köztársaság
1992 óta létező szakadár félelnöki köztársaság. 2013-ban került először nő miniszterelnöki pozícióba.
| Név                | Kép | Hivatal        | Mandátum kezdete               | Mandátum vége      | Hivatali idő  |
| ------------------ | --- | -------------- | ------------------------------ | ------------------ | ------------- |
| Tatiana Turanskaya |     | Miniszterelnök | 2013. június 20.               | 2015. október 13.  | 2 év, 125 nap |
| Maija Parnas       |     | Miniszterelnök | 2015. október 13.              | 2015. november 30. | 48 nap        |
| Tatiana Turanskaya |     | Miniszterelnök | 2015. november 30. (másodszor) | 2015. december 2.  | 2 nap         |
| Maija Parnas       |     | Miniszterelnök | 2015. december 2. (másodszor)  | 2015. december 23. | 21 nap        |

## Dominikai Közösség
1978 óta parlamentáris köztársaság. 1980-ban került először nő miniszterelnöki és 2023-ban elnöki pozícióba.
| Név             | Kép | Hivatal | Mandátum kezdete | Mandátum vége | Hivatali idő |
| --------------- | --- | ------- | ---------------- | ------------- | ------------ |
| Sylvanie Burton |     | Elnök   | 2023. október 2. | Hivatalban    |              |

| Név             | Kép | Hivatal        | Mandátum kezdete | Mandátum vége    | Hivatali idő   |
| --------------- | --- | -------------- | ---------------- | ---------------- | -------------- |
| Eugenia Charles |     | Miniszterelnök | 1980. július 21. | 1995. június 14. | 14 év, 328 nap |

## Ecuador
1830 óta elnöki köztársaság. 1997-ben került először nő elnöki pozícióba.
| Név                     | Kép | Hivatal | Mandátum kezdete | Mandátum vége     | Hivatali idő |
| ----------------------- | --- | ------- | ---------------- | ----------------- | ------------ |
| Rosalía Arteaga Serrano |     | Elnök   | 1997. február 9. | 1997. február 11. | 2 nap        |

## Egyenlítői-Guinea
1968 óta félelnöki köztársaság. 2023-ban került először nő miniszterelnöki pozícióba.
| Név                | Kép | Hivatal        | Mandátum kezdete | Mandátum vége | Hivatali idő |
| ------------------ | --- | -------------- | ---------------- | ------------- | ------------ |
| Manuela Roka Botey |     | Miniszterelnök | 2023. február 1. |               |              |

## El Salvador
1841 óta elnöki köztársaság. 2023-ban került először nő elnöki pozícióba.
| Név                          | Kép | Hivatal | Mandátum kezdete  | Mandátum vége   | Hivatali idő |
| ---------------------------- | --- | ------- | ----------------- | --------------- | ------------ |
| Claudia Rodríquez de Guevara |     | Elnök   | 2023. december 1. | 2024. június 1. | 183 nap      |

## Etiópia
1991 óta szövetségi félelnöki köztársaság. Az ország államfője egyben a parlament elnöke is. 2018-ban került először nő elnöki pozícióba.
| Név              | Kép | Hivatal | Mandátum kezdete  | Mandátum vége    | Hivatali idő  |
| ---------------- | --- | ------- | ----------------- | ---------------- | ------------- |
| Sahle-Work Zewde |     | Elnök   | 2018. október 25. | 2024. október 7. | 5 év, 348 nap |

## Észak-Ciprusi Török Köztársaság
1974 óta létező szakadár félelnöki köztársaság. 2013-ban került először nő miniszterelnöki pozícióba.
| Név         | Kép | Hivatal        | Mandátum kezdete | Mandátum vége       | Hivatali idő |
| ----------- | --- | -------------- | ---------------- | ------------------- | ------------ |
| Sibel Siber |     | Miniszterelnök | 2013. június 13. | 2013. szeptember 2. | 81 nap       |

## Észak-Macedónia
1990 óta parlamentáris köztársaság. 2004-ben került először nő miniszterelnöki és 2024-ben elnöki pozícióba.
| Név                           | Kép | Hivatal | Mandátum kezdete | Mandátum vége | Hivatali idő |
| ----------------------------- | --- | ------- | ---------------- | ------------- | ------------ |
| Gordana Sziljanovszka-Davkova |     | Elnök   | 2024. május 12.  | Hivatalban    |              |

| Név                 | Kép | Hivatal        | Mandátum kezdete              | Mandátum vége      | Hivatali idő |
| ------------------- | --- | -------------- | ----------------------------- | ------------------ | ------------ |
| Radmila Sekerinszka |     | Miniszterelnök | 2004. május 12.               | 2004. június 12.   | 31 nap       |
| Radmila Sekerinszka |     | Miniszterelnök | 2004. november 3. (másodszor) | 2004. december 15. | 42 nap       |

## Észtország
1992 óta parlamentáris köztársaság. 2016-ban került először nő elnöki és 2021-ben miniszterelnöki pozícióba.
| Név              | Kép | Hivatal | Mandátum kezdete  | Mandátum vége     | Hivatali idő |
| ---------------- | --- | ------- | ----------------- | ----------------- | ------------ |
| Kersti Kaljulaid |     | Elnök   | 2016. október 10. | 2021. október 11. | 5 év, 1 nap  |

| Név         | Kép | Hivatal        | Mandátum kezdete | Mandátum vége    | Hivatali idő  |
| ----------- | --- | -------------- | ---------------- | ---------------- | ------------- |
| Kaja Kallas |     | Miniszterelnök | 2021. január 26. | 2024. július 23. | 3 év, 179 nap |

## Finnország
1919 óta parlamentáris köztársaság. 2000-ben került először nő elnöki és 2003-ban miniszterelnöki pozícióba.
| Név           | Kép | Hivatal | Mandátum kezdete | Mandátum vége    | Hivatali idő |
| ------------- | --- | ------- | ---------------- | ---------------- | ------------ |
| Tarja Halonen |     | Elnök   | 2000. március 1. | 2012. március 1. | 12 év, 0 nap |

| Név                 | Kép | Hivatal        | Mandátum kezdete   | Mandátum vége    | Hivatali idő  |
| ------------------- | --- | -------------- | ------------------ | ---------------- | ------------- |
| Anneli Jäätteenmäki |     | Miniszterelnök | 2003. április 17.  | 2003. június 24. | 68 nap        |
| Mari Kiviniemi      |     | Miniszterelnök | 2010. június 22.   | 2011. június 22. | 1 év, 0 nap   |
| Sanna Marin         |     | Miniszterelnök | 2019. december 10. | 2023. június 20. | 3 év, 192 nap |

## Franciaország
1958 óta félelnöki köztársaság. 1991-ben került először nő miniszterelnöki pozícióba.
| Név             | Kép | Hivatal        | Mandátum kezdete | Mandátum vége    | Hivatali idő  |
| --------------- | --- | -------------- | ---------------- | ---------------- | ------------- |
| Édith Cresson   |     | Miniszterelnök | 1991. május 15.  | 1992. április 2. | 323 nap       |
| Élisabeth Borne |     | Miniszterelnök | 2022. május 16.  | 2024. január 9.  | 1 év, 238 nap |

## Fülöp-szigetek
1898 óta elnöki köztársaság. 1986-ban került először nő elnöki pozícióba.
| Név                     | Kép | Hivatal | Mandátum kezdete  | Mandátum vége    | Hivatali idő  |
| ----------------------- | --- | ------- | ----------------- | ---------------- | ------------- |
| Corazón Aquino          |     | Elnök   | 1986. február 25. | 1992. június 30. | 6 év, 126 nap |
| Gloria Macapagal-Arroyo |     | Elnök   | 2001. január 20.  | 2010. június 30. | 9 év, 161 nap |

## Gabon
1960 óta parlamentáris köztársaság. 2009-ben került először nő elnöki és 2020-ban miniszterelnöki pozícióba.
| Név                   | Kép | Hivatal | Mandátum kezdete | Mandátum vége     | Hivatali idő |
| --------------------- | --- | ------- | ---------------- | ----------------- | ------------ |
| Rose Francine Rogombé |     | Elnök   | 2009. június 10. | 2009. október 16. | 128 nap      |

| Név                     | Kép | Hivatal        | Mandátum kezdete | Mandátum vége   | Hivatali idő  |
| ----------------------- | --- | -------------- | ---------------- | --------------- | ------------- |
| Rose Christiane Raponda |     | Miniszterelnök | 2020. július 16. | 2023. január 9. | 2 év, 177 nap |

## Görögország
1924-1935 között elnöki köztársaság. 1973 óta parlamentáris köztársaság. 2015-ben került először nő miniszterelnöki és 2020-ban elnöki pozícióba.
| Név                      | Kép | Hivatal | Mandátum kezdete  | Mandátum vége     | Hivatali idő |
| ------------------------ | --- | ------- | ----------------- | ----------------- | ------------ |
| Ekateríni Szakellaropúlu |     | Elnök   | 2020. március 13. | 2025. március 13. | 5 év         |

| Név                         | Kép | Hivatal        | Mandátum kezdete    | Mandátum vége        | Hivatali idő |
| --------------------------- | --- | -------------- | ------------------- | -------------------- | ------------ |
| Vaszilikí Thánu-Hrisztofílu |     | Miniszterelnök | 2015. augusztus 27. | 2015. szeptember 21. | 25 nap       |

## Grúzia
1991–2013 között elnöki köztársaság, 2013 óta félelnöki köztársaság. 2003-ban került először nő elnöki és 2021-ben miniszterelnöki pozícióba.
| Név                 | Kép | Hivatal | Mandátum kezdete               | Mandátum vége      | Hivatali idő |
| ------------------- | --- | ------- | ------------------------------ | ------------------ | ------------ |
| Nino Burdzsanadze   |     | Elnök   | 2003. november 23.             | 2004. január 25.   | 63 nap       |
| Nino Burdzsanadze   |     | Elnök   | 2007. november 25. (másodszor) | 2008. január 20.   | 56 nap       |
| Szalome Zurabisvili |     | Elnök   | 2018. december 16.             | 2024. december 29. | 6 év, 13 nap |

| Név              | Kép | Hivatal        | Mandátum kezdete  | Mandátum vége     | Hivatali idő |
| ---------------- | --- | -------------- | ----------------- | ----------------- | ------------ |
| Maya Tsikishvili |     | Miniszterelnök | 2021. február 18. | 2021. február 22. | 4 nap        |

## Guyana
1970 óta félelnöki köztársaság. 1997-ben került először nő miniszterelnöki és elnöki pozícióba.
| Név         | Kép | Hivatal | Mandátum kezdete   | Mandátum vége       | Hivatali idő  |
| ----------- | --- | ------- | ------------------ | ------------------- | ------------- |
| Janet Jagan |     | Elnök   | 1997. december 19. | 1999. augusztus 11. | 1 év, 235 nap |

| Név         | Kép | Hivatal        | Mandátum kezdete | Mandátum vége      | Hivatali idő |
| ----------- | --- | -------------- | ---------------- | ------------------ | ------------ |
| Janet Jagan |     | Miniszterelnök | 1997. március 6. | 1997. december 19. | 288 nap      |

## Haiti
1988 óta félelnöki köztársaság. 1990-ben került először nő elnöki és 1995-ben miniszterelnöki pozícióba.
| Név                    | Kép | Hivatal | Mandátum kezdete  | Mandátum vége    | Hivatali idő |
| ---------------------- | --- | ------- | ----------------- | ---------------- | ------------ |
| Ertha Pascal-Trouillot |     | Elnök   | 1990. március 13. | 1991. február 7. | 331 nap      |

| Név                         | Kép | Hivatal        | Mandátum kezdete    | Mandátum vége      | Hivatali idő |
| --------------------------- | --- | -------------- | ------------------- | ------------------ | ------------ |
| Claudette Werleigh          |     | Miniszterelnök | 1995. november 7.   | 1996. február 27.  | 112 nap      |
| Michèle Pierre-Louis        |     | Miniszterelnök | 2008. szeptember 5. | 2009. november 11. | 1 év, 67 nap |
| Florence Duperval Guillaume |     | Miniszterelnök | 2014. december 20.  | 2015. január 16.   | 27 nap       |

## Honduras
1838 óta elnöki köztársaság. 2022-ben került először nő elnöki pozícióba.
| Név            | Kép | Hivatal | Mandátum kezdete | Mandátum vége | Hivatali idő |
| -------------- | --- | ------- | ---------------- | ------------- | ------------ |
| Xiomara Castro |     | Elnök   | 2022. január 27. | Hivatalban    |              |

## Horvátország
1990 óta parlamentáris köztársaság. 2009-ben került először nő miniszterelnöki és 2015-ben elnöki pozícióba.
| Név                      | Kép | Hivatal | Mandátum kezdete  | Mandátum vége     | Hivatali idő  |
| ------------------------ | --- | ------- | ----------------- | ----------------- | ------------- |
| Kolinda Grabar-Kitarović |     | Elnök   | 2015. február 19. | 2020. február 18. | 4 év, 364 nap |

| Név            | Kép | Hivatal        | Mandátum kezdete | Mandátum vége      | Hivatali idő  |
| -------------- | --- | -------------- | ---------------- | ------------------ | ------------- |
| Jadranka Kosor |     | Miniszterelnök | 2009. július 6.  | 2011. december 23. | 2 év, 170 nap |

## India
1949 óta parlamentáris köztársaság. 1966-ban került először nő miniszterelnöki és 2007-ben elnöki pozícióba.
| Név            | Kép | Hivatal | Mandátum kezdete | Mandátum vége    | Hivatali idő |
| -------------- | --- | ------- | ---------------- | ---------------- | ------------ |
| Pratibha Patil |     | Elnök   | 2007. július 25. | 2012. július 25. | 5 év, 0 nap  |
| Draupadi Murmu |     | Elnök   | 2022. július 25. | Hivatalban       |              |

| Név           | Kép | Hivatal        | Mandátum kezdete             | Mandátum vége     | Hivatali idő  |
| ------------- | --- | -------------- | ---------------------------- | ----------------- | ------------- |
| Indira Gandhi |     | Miniszterelnök | 1966. január 24.             | 1977. április 24. | 11 év, 90 nap |
| Indira Gandhi |     | Miniszterelnök | 1980. január 15. (másodszor) | 1984. október 31. | 4 év, 290 nap |

## Indonézia
1945 óta elnöki köztársaság. 2001-ben került először nő elnöki pozícióba.
| Név                   | Kép | Hivatal | Mandátum kezdete | Mandátum vége     | Hivatali idő |
| --------------------- | --- | ------- | ---------------- | ----------------- | ------------ |
| Megawati Sukarnoputri |     | Elnök   | 2001. július 23. | 2004. október 20. | 3 év, 89 nap |

## Izland
1944 óta parlamentáris köztársaság. 1980-ban került először nő elnöki és 2009-ben miniszterelnöki pozícióba.
| Név                   | Kép | Hivatal | Mandátum kezdete   | Mandátum vége      | Hivatali idő |
| --------------------- | --- | ------- | ------------------ | ------------------ | ------------ |
| Vigdís Finnbogadóttir |     | Elnök   | 1980. augusztus 1. | 1996. augusztus 1. | 16 év, 0 nap |
| Halla Tómasdóttir     |     | Elnök   | 2024. augusztus 1. | Hivatalban         |              |

| Név                    | Kép | Hivatal        | Mandátum kezdete   | Mandátum vége    | Hivatali idő  |
| ---------------------- | --- | -------------- | ------------------ | ---------------- | ------------- |
| Jóhanna Sigurðardóttir |     | Miniszterelnök | 2009. február 1.   | 2013. május 23.  | 4 év, 111 nap |
| Katrín Jakobsdóttir    |     | Miniszterelnök | 2017. november 30. | 2024. április 9. | 6 év, 131 nap |
| Kristrún Frostadóttir  |     | Miniszterelnök | 2024. december 21. | Hivatalban       |               |

## Izrael
1948 óta parlamentáris köztársaság. 1969-ben került először nő miniszterelnöki és 2007-ben elnöki pozícióba.
| Név         | Kép | Hivatal | Mandátum kezdete | Mandátum vége    | Hivatali idő |
| ----------- | --- | ------- | ---------------- | ---------------- | ------------ |
| Dalia Itzik |     | Elnök   | 2007. január 25. | 2007. július 15. | 171 nap      |

| Név        | Kép | Hivatal        | Mandátum kezdete  | Mandátum vége   | Hivatali idő |
| ---------- | --- | -------------- | ----------------- | --------------- | ------------ |
| Golda Meir |     | Miniszterelnök | 1969. március 17. | 1974. június 3. | 5 év, 78 nap |

## Írország
1949 óta parlamentáris köztársaság. 1990-ben került először nő elnöki pozícióba.
| Név           | Kép | Hivatal | Mandátum kezdete   | Mandátum vége        | Hivatali idő   |
| ------------- | --- | ------- | ------------------ | -------------------- | -------------- |
| Mary Robinson |     | Elnök   | 1990. december 30. | 1997. szeptember 12. | 6 év, 283 nap  |
| Mary McAleese |     | Elnök   | 1997. november 11. | 2011. november 10.   | 13 év, 364 nap |

## Jamaica
1962 óta független alkotmányos királyság a Brit Nemzetközösségen belül. Államfője a mindenkori brit uralkodó. 2006-ban került először nő miniszterelnöki pozícióba.
| Név                   | Kép | Hivatal        | Mandátum kezdete            | Mandátum vége        | Hivatali idő  |
| --------------------- | --- | -------------- | --------------------------- | -------------------- | ------------- |
| Portia Simpson-Miller |     | Miniszterelnök | 2006. március 30.           | 2007. szeptember 11. | 1 év, 165 nap |
| Portia Simpson-Miller |     | Miniszterelnök | 2012. január 5. (másodszor) | 2016. március 3.     | 4 év, 58 nap  |

## Jugoszlávia
1945-1991 között létező népköztársaság. Ami 1991-ben megszűnt. 1982-ben került először nő miniszterelnöki pozícióba.
| Név           | Kép | Hivatal        | Mandátum kezdete | Mandátum vége   | Hivatali idő  |
| ------------- | --- | -------------- | ---------------- | --------------- | ------------- |
| Milka Planinc |     | Miniszterelnök | 1982. május 16.  | 1986. május 15. | 3 év, 364 nap |

## Kanada
1867 óta független alkotmányos királyság a Brit Nemzetközösségen belül. Államfője a mindenkori brit uralkodó. 1993-ban került először nő miniszterelnöki pozícióba.
| Név          | Kép | Hivatal        | Mandátum kezdete | Mandátum vége     | Hivatali idő |
| ------------ | --- | -------------- | ---------------- | ----------------- | ------------ |
| Kim Campbell |     | Miniszterelnök | 1993. június 25. | 1993. november 4. | 132 nap      |

## Kirgizisztán
1990 óta félelnöki köztársaság. 2010-ben került először nő elnöki pozícióba.
| Név             | Kép | Hivatal | Mandátum kezdete | Mandátum vége     | Hivatali idő  |
| --------------- | --- | ------- | ---------------- | ----------------- | ------------- |
| Roza Otunbajeva |     | Elnök   | 2010. április 7. | 2011. december 1. | 1 év, 238 nap |

## Kína
1949 óta népköztársaság. 1968-ban került először nő elnöki pozícióba.
| Név              | Kép | Hivatal | Mandátum kezdete            | Mandátum vége     | Hivatali idő  |
| ---------------- | --- | ------- | --------------------------- | ----------------- | ------------- |
| Szung Csing-ling |     | Elnök   | 1968. október 31.           | 1972. február 24. | 3 év, 116 nap |
| Szung Csing-ling |     | Elnök   | 1976. július 6. (másodszor) | 1978. március 5.  | 1 év, 242 nap |

## Kongói Demokratikus Köztársaság
1960 óta félelnöki köztársaság. 2024-ben került először nő miniszterelnöki pozícióba.
| Név            | Kép | Hivatal        | Mandátum kezdete | Mandátum vége | Hivatali idő |
| -------------- | --- | -------------- | ---------------- | ------------- | ------------ |
| Judith Suminwa |     | Miniszterelnök | 2024. június 12. | Hivatalban    |              |

## Koszovó
2008 óta félelnöki köztársaság. 2011-ben került először nő elnöki pozícióba.
| Név             | Kép | Hivatal | Mandátum kezdete             | Mandátum vége     | Hivatali idő |
| --------------- | --- | ------- | ---------------------------- | ----------------- | ------------ |
| Atifete Jahjaga |     | Elnök   | 2011. április 7.             | 2016. április 7.  | 5 év, 0 nap  |
| Vjosa Osmani    |     | Elnök   | 2020. november 5.            | 2021. március 22. | 137 nap      |
| Vjosa Osmani    |     | Elnök   | 2021. április 4. (másodszor) | Hivatalban        |              |

## Közép-Afrikai Köztársaság
1960 óta félelnöki köztársaság. 1975-ben került először nő miniszterelnöki és 2014-ben elnöki pozícióba.
| Név                   | Kép | Hivatal | Mandátum kezdete | Mandátum vége     | Hivatali idő |
| --------------------- | --- | ------- | ---------------- | ----------------- | ------------ |
| Catherine Samba-Panza |     | Elnök   | 2014. január 23. | 2016. március 30. | 2 év, 66 nap |

| Név                | Kép | Hivatal        | Mandátum kezdete | Mandátum vége    | Hivatali idő |
| ------------------ | --- | -------------- | ---------------- | ---------------- | ------------ |
| Elisabeth Domitien |     | Miniszterelnök | 1975. január 2.  | 1976. április 7. | 1 év, 96 nap |

## Lengyelország
1989 óta újra parlamentáris köztársaság. 1992-ben került először nő miniszterelnöki pozícióba.
| Név            | Kép | Hivatal        | Mandátum kezdete     | Mandátum vége      | Hivatali idő  |
| -------------- | --- | -------------- | -------------------- | ------------------ | ------------- |
| Hanna Suchocka |     | Miniszterelnök | 1992. július 11.     | 1993. október 25.  | 1 év, 106 nap |
| Ewa Kopacz     |     | Miniszterelnök | 2014. szeptember 22. | 2015. november 16. | 1 év, 55 nap  |
| Beata Szydło   |     | Miniszterelnök | 2015. november 16.   | 2017. december 11. | 2 év, 25 nap  |

## Lettország
1991 óta parlamentáris köztársaság. 1999-ben került először nő elnöki és 2014-ben miniszterelnöki pozícióba.
| Név                  | Kép | Hivatal | Mandátum kezdete | Mandátum vége   | Hivatali idő |
| -------------------- | --- | ------- | ---------------- | --------------- | ------------ |
| Vaira Vīķe-Freiberga |     | Elnök   | 1999. július 8.  | 2007. július 8. | 8 év, 0 nap  |

| Név                | Kép | Hivatal        | Mandátum kezdete     | Mandátum vége     | Hivatali idő |
| ------------------ | --- | -------------- | -------------------- | ----------------- | ------------ |
| Laimdota Straujuma |     | Miniszterelnök | 2014. január 22.     | 2016. február 11. | 2 év, 20 nap |
| Evika Siliņa       |     | Miniszterelnök | 2023. szeptember 15. | Hivatalban        |              |

## Libéria
1848 óta elnöki köztársaság. 1996-ban került először nő elnöki pozícióba.
| Név                   | Kép | Hivatal | Mandátum kezdete    | Mandátum vége      | Hivatali idő |
| --------------------- | --- | ------- | ------------------- | ------------------ | ------------ |
| Ruth Perry            |     | Elnök   | 1996. szeptember 3. | 1997. augusztus 2. | 333 nap      |
| Ellen Johnson-Sirleaf |     | Elnök   | 2006. január 16.    | 2018. január 22.   | 12 év, 6 nap |

## Liechtenstein
1921 óta alkotmányos monarchia. 2025-ben került először nő miniszterelnöki pozícióba.
| Név           | Kép | Hivatal        | Mandátum kezdete  | Mandátum vége | Hivatali idő |
| ------------- | --- | -------------- | ----------------- | ------------- | ------------ |
| Brigitte Haas |     | Miniszterelnök | 2025. április 10. | Hivatalban    |              |

## Litvánia
1991 óta parlamentáris köztársaság. 1990-ben került először nő miniszterelnöki és 2009-ben elnöki pozícióba.
| Név                | Kép | Hivatal | Mandátum kezdete | Mandátum vége    | Hivatali idő |
| ------------------ | --- | ------- | ---------------- | ---------------- | ------------ |
| Dalia Grybauskaitė |     | Elnök   | 2009. július 12. | 2019. július 12. | 10 év, 0 nap |

| Név                 | Kép | Hivatal        | Mandátum kezdete              | Mandátum vége      | Hivatali idő |
| ------------------- | --- | -------------- | ----------------------------- | ------------------ | ------------ |
| Kazimira Prunskienė |     | Miniszterelnök | 1990. március 17.             | 1991. január 10.   | 299 nap      |
| Irena Degutienė     |     | Miniszterelnök | 1999. május 4.                | 1999. május 18.    | 14 nap       |
| Irena Degutienė     |     | Miniszterelnök | 1999. október 27. (másodszor) | 1999. november 3.  | 7 nap        |
| Ingrida Šimonytė    |     | Miniszterelnök | 2020. december 11.            | 2024. december 12. | 4 év, 1 nap  |

## Madagaszkár
1960 óta félelnöki köztársaság. 2009-ben került először nő miniszterelnöki pozícióba.
| Név                | Kép | Hivatal        | Mandátum kezdete   | Mandátum vége      | Hivatali idő |
| ------------------ | --- | -------------- | ------------------ | ------------------ | ------------ |
| Cécile Manorohanta |     | Miniszterelnök | 2009. december 18. | 2009. december 20. | 2 nap        |

## Magyarország
1989 óta parlamentáris köztársaság. 2022-ben került először nő elnöki pozícióba.
| Név           | Kép | Hivatal | Mandátum kezdete | Mandátum vége     | Hivatali idő  |
| ------------- | --- | ------- | ---------------- | ----------------- | ------------- |
| Novák Katalin |     | Elnök   | 2022. május 10.  | 2024. február 26. | 1 év, 292 nap |

## Malawi
1966 óta elnöki köztársaság. 2012-ben került először nő elnöki pozícióba.
| Név         | Kép | Hivatal | Mandátum kezdete | Mandátum vége   | Hivatali idő |
| ----------- | --- | ------- | ---------------- | --------------- | ------------ |
| Joyce Banda |     | Elnök   | 2012. április 7. | 2014. május 31. | 2 év, 54 nap |

## Mali
1960 óta félelnöki köztársaság. 2011-ben került először nő miniszterelnöki pozícióba.
| Név                         | Kép | Hivatal        | Mandátum kezdete | Mandátum vége     | Hivatali idő |
| --------------------------- | --- | -------------- | ---------------- | ----------------- | ------------ |
| Cissé Mariam Kaïdama Sidibé |     | Miniszterelnök | 2011. április 3. | 2012. március 22. | 354 nap      |

## Marshall-szigetek
1979 óta elnöki köztársaság. 1991 óta független ország. 2016-ban került először nő elnöki pozícióba.
| Név         | Kép | Hivatal | Mandátum kezdete | Mandátum vége    | Hivatali idő |
| ----------- | --- | ------- | ---------------- | ---------------- | ------------ |
| Hilda Heine |     | Elnök   | 2016. január 28. | 2020. január 14. | 3 év 351 nap |
| Hilda Heine |     | Elnök   | 2024. január 3.  | Hivatalban       |              |

## Mauritius
1992 óta parlamentáris köztársaság. 2012-ben került először nő elnöki pozícióba.
| Név                     | Kép | Hivatal | Mandátum kezdete            | Mandátum vége     | Hivatali idő  |
| ----------------------- | --- | ------- | --------------------------- | ----------------- | ------------- |
| Monique Ohsan Bellepeau |     | Elnök   | 2012. március 31.           | 2012. július 21.  | 112 nap       |
| Monique Ohsan Bellepeau |     | Elnök   | 2015. május 29. (másodszor) | 2015. június 5.   | 7 nap         |
| Ameenah Gurib           |     | Elnök   | 2015. június 5.             | 2018. március 23. | 2 év, 291 nap |

## Málta
1974 óta parlamentáris köztársaság. 1982-ben került először nő elnöki pozícióba.
| Név                        | Kép | Hivatal | Mandátum kezdete  | Mandátum vége     | Hivatali idő |
| -------------------------- | --- | ------- | ----------------- | ----------------- | ------------ |
| Agatha Barbara             |     | Elnök   | 1982. február 15. | 1987. február 15. | 5 év, 0 nap  |
| Marie Louise Coleiro Preca |     | Elnök   | 2014. április 4.  | 2019. április 4   | 5 év, 0 nap  |
| Myriam Spiteri Debono      |     | Elnök   | 2024. április 4.  | Hivatalban        |              |

## Mexikó
1824 óta elnöki köztársaság. 2024-ben került először nő elnöki pozícióba.
| Név               | Kép | Hivatal | Mandátum kezdete | Mandátum vége | Hivatali idő |
| ----------------- | --- | ------- | ---------------- | ------------- | ------------ |
| Claudia Sheinbaum |     | Elnök   | 2024. október 1. | Hivatalban    |              |

## Mianmar
1948-1962 között parlamentáris köztársaság. 1962-2010 között, illetve 2021-től katonai diktatúra. 2010-2021 között szövetségi parlamentáris köztársaság. 2016-ban került először nő kormányfői pozícióba, amit most államtanácsosnak neveznek, és bár 2011-ig volt miniszterelnöki tisztség is, mára megszűnt.
| Név              | Kép | Hivatal       | Mandátum kezdete | Mandátum vége    | Hivatali idő |
| ---------------- | --- | ------------- | ---------------- | ---------------- | ------------ |
| Aun Szan Szu Kji |     | Államtanácsos | 2016. április 6. | 2021. február 1. | 4 év 301 nap |

## Moldova
1990 óta félelnöki köztársaság. 2008-ban került először nő miniszterelnöki és 2020-ban elnöki pozícióba.
| Név        | Kép | Hivatal | Mandátum kezdete   | Mandátum vége | Hivatali idő |
| ---------- | --- | ------- | ------------------ | ------------- | ------------ |
| Maia Sandu |     | Elnök   | 2020. december 24. | Hivatalban    |              |

| Név               | Kép | Hivatal        | Mandátum kezdete   | Mandátum vége        | Hivatali idő  |
| ----------------- | --- | -------------- | ------------------ | -------------------- | ------------- |
| Zinaida Greceanîi |     | Miniszterelnök | 2008. március 31.  | 2009. szeptember 14. | 1 év, 167 nap |
| Natalia Gherman   |     | Miniszterelnök | 2015. június 22.   | 2015. július 30.     | 38 nap        |
| Maia Sandu        |     | Miniszterelnök | 2019. június 8.    | 2019. november 14.   | 159 nap       |
| Natalia Gavrilița |     | Miniszterelnök | 2021. augusztus 6. | 2023. február 16     | 1 év, 194 nap |

## Monaco
1297 óta alkotmányos monarchia. 2025-ben került először nő miniszterelnöki pozícióba.
| Név                   | Kép | Hivatal        | Mandátum kezdete | Mandátum vége    | Hivatali idő |
| --------------------- | --- | -------------- | ---------------- | ---------------- | ------------ |
| Isabelle Berro-Amadeï |     | Államminiszter | 2025. január 10. | 2025. július 21. | 192 nap      |

## Mongólia
1924 - 1992 között népköztársaság, 1992 óta félelnöki köztársaság. 1953-ban került először nő elnöki és 1999-ben miniszterelnöki pozícióba.
| Név                  | Kép | Hivatal | Mandátum kezdete    | Mandátum vége   | Hivatali idő |
| -------------------- | --- | ------- | ------------------- | --------------- | ------------ |
| Szühbátarín Jandzsmá |     | Elnök   | 1953. szeptember 7. | 1954. július 7. | 303 nap      |

| Név               | Kép | Hivatal        | Mandátum kezdete | Mandátum vége    | Hivatali idő |
| ----------------- | --- | -------------- | ---------------- | ---------------- | ------------ |
| Njam-Oszorín Tuja |     | Miniszterelnök | 1999. július 22. | 1999. július 30. | 8 nap        |

## Mozambik
1975 óta félelnöki köztársaság. 2004-ben került először nő miniszterelnöki pozícióba.
| Név         | Kép | Hivatal        | Mandátum kezdete  | Mandátum vége    | Hivatali idő  |
| ----------- | --- | -------------- | ----------------- | ---------------- | ------------- |
| Luisa Diogo |     | Miniszterelnök | 2004. február 17. | 2010. január 16. | 5 év, 333 nap |

## Nagy-Britannia
1707-ben jött létre az Angol Királyság és a Skót Királyság egyesülésével. Parlamentáris monarchia, államfője a mindenkori brit uralkodó. 1979-ben került először nő miniszterelnöki pozícióba.
| Név               | Kép | Hivatal        | Mandátum kezdete    | Mandátum vége      | Hivatali idő   |
| ----------------- | --- | -------------- | ------------------- | ------------------ | -------------- |
| Margaret Thatcher |     | Miniszterelnök | 1979. május 4.      | 1990. november 28. | 11 év, 208 nap |
| Theresa May       |     | Miniszterelnök | 2016. július 13.    | 2019. július 24.   | 3 év, 11 nap   |
| Liz Truss         |     | Miniszterelnök | 2022. szeptember 6. | 2022. október 25.  | 49 nap         |

### Észak-Írország
Az 1998-as Észak-Írország törvény (Northern Ireland Act) néhány évtizedes közvetlen központi kormányzás után visszaállította a független Északír Parlamentet. Észak-Írországnak 1972-ig volt saját miniszterelnöke, 1998-ban viszont a korábbi miniszterelnöki tisztséget ugyan nem állították vissza, helyette a tartomány első minisztere az, aki a kormányfői tisztséget betölti Észak-Írországban. 2010-ben került először nő első miniszter pozícióba.
| Név              | Kép | Hivatal        | Mandátum kezdete                 | Mandátum vége     | Hivatali idő |
| ---------------- | --- | -------------- | -------------------------------- | ----------------- | ------------ |
| Arlene Foster    |     | Első miniszter | 2010. január 11.                 | 2010. február 3.  | 23 nap       |
| Arlene Foster    |     | Első miniszter | 2015. szeptember 10. (másodszor) | 2015. október 20. | 40 nap       |
| Arlene Foster    |     | Első miniszter | 2016. január 11. (harmadszor)    | 2017. január 9.   | 364 nap      |
| Arlene Foster    |     | Első miniszter | 2020. január 11. (negyedszer)    | 2021. június 14.  | 1 év 154 nap |
| Michelle O'Neill |     | Első miniszter | 2024. február 3.                 | Hivatalban        |              |

### Skócia
Az 1990-ben alkotott devolúciós szabályok alapján az Egyesült Királyságot alkotó országok korlátozott önkormányzati jogokat kaptak. A politikai színtéren az 1998-as Skócia törvény (Scotland Act) a skót nép akaratának megfelelően visszaállította a független Skót Parlamentet. Skóciának 1999 óta van saját első minisztere, aki a kormányfői tisztséget tölti be Skóciában. 2014-ben került először nő első miniszter pozícióba.
| Név             | Kép | Hivatal        | Mandátum kezdete   | Mandátum vége     | Hivatali idő  |
| --------------- | --- | -------------- | ------------------ | ----------------- | ------------- |
| Nicola Sturgeon |     | Első miniszter | 2014. november 20. | 2023. március 29. | 8 év, 129 nap |

### Wales
Wales az Egyesült Királyság része, az államfő a mindenkori brit uralkodó. A végrehajtó hatalom a király kezében van, de a hatalmat az Egyesült Királyság Parlamentje gyakorolja, néhány területen azonban az irányítás jogát átadták az 1998 óta működő Walesi Nemzetgyűlésnek. A győztes párt választja meg Wales első miniszterét, aki a kormányfő szerepét is betölti. 2024-ben került először nő első miniszter pozícióba.
| Név           | Kép | Hivatal        | Mandátum kezdete   | Mandátum vége | Hivatali idő |
| ------------- | --- | -------------- | ------------------ | ------------- | ------------ |
| Eluned Morgan |     | Első miniszter | 2024. augusztus 6. |               |              |

## Namíbia
1990 óta parlamentáris köztársaság. 2015-ben került először nő miniszterelnöki és 2025-ben elnöki pozícióba.
| Név                    | Kép | Hivatal | Mandátum kezdete  | Mandátum vége | Hivatali idő |
| ---------------------- | --- | ------- | ----------------- | ------------- | ------------ |
| Netumbo Nandi-Ndaitwah |     | Elnök   | 2025. március 21. | Hivatalban    |              |

| Név               | Kép | Hivatal        | Mandátum kezdete  | Mandátum vége     | Hivatali idő |
| ----------------- | --- | -------------- | ----------------- | ----------------- | ------------ |
| Saara Kuugongelwa |     | Miniszterelnök | 2015. március 21. | 2025. március 21. | 10 év        |

## Nepál
2008 óta parlamentáris köztársaság. 2015-ben került először nő elnöki pozícióba.
| Név                 | Kép | Hivatal | Mandátum kezdete  | Mandátum vége     | Hivatali idő  |
| ------------------- | --- | ------- | ----------------- | ----------------- | ------------- |
| Bindhádéví Bhandárí |     | Elnök   | 2015. október 29. | 2023. március 13. | 7 év, 135 nap |

## Német Demokratikus Köztársaság
1949-1990 között létező népköztársaság, ami 1990-ben megszűnt. 1990-ben került először nő elnöki pozícióba és egyben utolsó államfője volt.
| Név                  | Kép | Hivatal | Mandátum kezdete | Mandátum vége    | Hivatali idő |
| -------------------- | --- | ------- | ---------------- | ---------------- | ------------ |
| Sabine Bergmann-Pohl |     | Elnök   | 1990. április 5. | 1990. október 2. | 180 nap      |

## Németország
1949 óta parlamentáris köztársaság. 2005-ben került először nő miniszterelnöki pozícióba.
| Név           | Kép | Hivatal   | Mandátum kezdete   | Mandátum vége     | Hivatali idő  |
| ------------- | --- | --------- | ------------------ | ----------------- | ------------- |
| Angela Merkel |     | Kancellár | 2005. november 22. | 2021. december 8. | 16 év, 16 nap |

## Nicaragua
1838 óta elnöki köztársaság. 1990-ben került először nő elnöki pozícióba.
| Név              | Kép | Hivatal | Mandátum kezdete  | Mandátum vége    | Hivatali idő  |
| ---------------- | --- | ------- | ----------------- | ---------------- | ------------- |
| Violeta Chamorro |     | Elnök   | 1990. április 25. | 1997. január 10. | 6 év, 260 nap |
| Rosario Murillo  |     | Elnök   | 2025. február 18. | Hivatalban       |               |

## Norvégia
1814 óta alkotmányos monarchia. Államfője a mindenkori norvég uralkodó. 1981-ben került először nő miniszterelnöki pozícióba.
| Név                   | Kép | Hivatal        | Mandátum kezdete               | Mandátum vége        | Hivatali idő  |
| --------------------- | --- | -------------- | ------------------------------ | -------------------- | ------------- |
| Gro Harlem Brundtland |     | Miniszterelnök | 1981. február 4.               | 1981. október 14.    | 252 nap       |
| Gro Harlem Brundtland |     | Miniszterelnök | 1986. május 9. (másodszor)     | 1989. október 16.    | 3 év, 160 nap |
| Gro Harlem Brundtland |     | Miniszterelnök | 1990. november 3. (harmadszor) | 1996. október 25.    | 5 év, 357 nap |
| Anne Enger Lahnstein  |     | Miniszterelnök | 1998. augusztus 30.            | 1998. szeptember 23. | 24 nap        |
| Erna Solberg          |     | Miniszterelnök | 2013. október 16.              | 2021. október 14.    | 7 év, 363 nap |

## Olaszország
1948 óta parlamentáris köztársaság. 2022-ben került először nő miniszterelnöki pozícióba.
| Név            | Kép | Hivatal        | Mandátum kezdete  | Mandátum vége | Hivatali idő |
| -------------- | --- | -------------- | ----------------- | ------------- | ------------ |
| Giorgia Meloni |     | Miniszterelnök | 2022. október 22. | Hivatalban    |              |

## Pakisztán
1988-1997 között félelnöki köztársaság, 1997-1999 között parlamentáris köztársaság, 1999-2008 között félelnöki köztársaság, 2008 óta parlamentáris köztársaság. 1988-ban került először nő miniszterelnöki pozícióba.
| Név            | Kép | Hivatal        | Mandátum kezdete              | Mandátum vége     | Hivatali idő  |
| -------------- | --- | -------------- | ----------------------------- | ----------------- | ------------- |
| Benazír Bhutto |     | Miniszterelnök | 1988. december 22.            | 1990. július 24.  | 1 év, 216 nap |
| Benazír Bhutto |     | Miniszterelnök | 1993. október 19. (másodszor) | 1996. november 5. | 3 év, 17 nap  |

## Panama
1841-ben és 1904 óta elnöki köztársaság. 1999-ben került először nő elnöki pozícióba.
| Név            | Kép | Hivatal | Mandátum kezdete    | Mandátum vége       | Hivatali idő |
| -------------- | --- | ------- | ------------------- | ------------------- | ------------ |
| Mireya Moscoso |     | Elnök   | 1999. szeptember 1. | 2004. szeptember 1. | 5 év, 0 nap  |

## Peru
1856 óta félelnöki köztársaság. 2003-ban került először nő miniszterelnöki és 2019-ben elnöki pozícióba.
| Név            | Kép | Hivatal | Mandátum kezdete     | Mandátum vége    | Hivatali idő |
| -------------- | --- | ------- | -------------------- | ---------------- | ------------ |
| Mercedes Aráoz |     | Elnök   | 2019. szeptember 30. | 2019. október 1. | 1 nap        |
| Dina Boluarte  |     | Elnök   | 2022. december 7     | Hivatalban       |              |

| Név               | Kép | Hivatal        | Mandátum kezdete     | Mandátum vége      | Hivatali idő |
| ----------------- | --- | -------------- | -------------------- | ------------------ | ------------ |
| Beatriz Merino    |     | Miniszterelnök | 2003. június 28.     | 2003. december 15. | 170 nap      |
| Rosario Fernández |     | Miniszterelnök | 2011. március 19.    | 2011. július 28.   | 131 nap      |
| Ana Jara          |     | Miniszterelnök | 2014. július 22.     | 2015. április 2.   | 254 nap      |
| Mercedes Aráoz    |     | Miniszterelnök | 2017. szeptember 17. | 2018. április 2.   | 197 nap      |

## Portugália
1910 óta parlamentáris köztársaság. 1979-ben került először nő miniszterelnöki pozícióba.
| Név                         | Kép | Hivatal        | Mandátum kezdete | Mandátum vége   | Hivatali idő |
| --------------------------- | --- | -------------- | ---------------- | --------------- | ------------ |
| Maria de Lourdes Pintasilgo |     | Miniszterelnök | 1979. július 1.  | 1980. január 3. | 186 nap      |

## Románia
1990 óta félelnöki köztársaság. 2018-ban került először nő miniszterelnöki pozícióba.
| Név             | Kép | Hivatal        | Mandátum kezdete | Mandátum vége     | Hivatali idő |
| --------------- | --- | -------------- | ---------------- | ----------------- | ------------ |
| Viorica Dăncilă |     | Miniszterelnök | 2018. január 29. | 2019. november 4. | 1 év 279 nap |

## Ruanda
1961 óta félelnöki köztársaság. 1993-ban került először nő miniszterelnöki pozícióba.
| Név                   | Kép | Hivatal        | Mandátum kezdete   | Mandátum vége    | Hivatali idő |
| --------------------- | --- | -------------- | ------------------ | ---------------- | ------------ |
| Agathe Uwilingiyimana |     | Miniszterelnök | 1993. november 18. | 1994. április 7. | 263 nap      |

## San Marino
1244 óta parlamentáris köztársaság. A parlamentként működő Általános Nagytanács tagjait ötévente, népszavazással választják. A parlament két saját tagját jelöli ki régenskapitánynak, akiket hat hónapra választanak. 1981-ben került először nő régenskapitányi pozícióba.
| Név                       | Kép | Hivatal        | Mandátum kezdete             | Mandátum vége    | Hivatali idő |
| ------------------------- | --- | -------------- | ---------------------------- | ---------------- | ------------ |
| Maria Lea Pedini-Angelini |     | Régenskapitány | 1981. április 1.             | 1981. október 1. | 183 nap      |
| Gloriana Ranocchini       |     | Régenskapitány | 1984. április 1.             | 1984. október 1. | 183 nap      |
| Gloriana Ranocchini       |     | Régenskapitány | 1989. október 1. (másodszor) | 1990. április 1. | 183 nap      |
| Edda Ceccoli              |     | Régenskapitány | 1991. október 1.             | 1992. április 1. | 184 nap      |
| Patrizia Busignani        |     | Régenskapitány | 1993. április 1.             | 1993. október 1. | 183 nap      |
| Rosa Zafferani            |     | Régenskapitány | 1999. április 1.             | 1999. október 1. | 183 nap      |
| Maria Domenica Michelotti |     | Régenskapitány | 2000. április 1.             | 2000. október 1. | 183 nap      |
| Valeria Ciavatta          |     | Régenskapitány | 2003. október 1.             | 2004. április 1. | 184 nap      |
| Fausta Morganti           |     | Régenskapitány | 2005. április 1.             | 2005. október 1. | 183 nap      |
| Rosa Zafferani            |     | Régenskapitány | 2008. április 1. (másodszor) | 2008. október 1. | 183 nap      |
| Assunta Meloni            |     | Régenskapitány | 2008. október 1.             | 2009. április 1. | 183 nap      |
| Maria Luisa Berti         |     | Régenskapitány | 2011. április 1.             | 2011. október 1. | 183 nap      |
| Denise Bronzetti          |     | Régenskapitány | 2012. október 1.             | 2013. április 1. | 183 nap      |
| Antonella Mularoni        |     | Régenskapitány | 2013. április 1.             | 2013. október 1. | 183 nap      |
| Anna Maria Muccioli       |     | Régenskapitány | 2013. október 1.             | 2014. április 1. | 183 nap      |
| Valeria Ciavatta          |     | Régenskapitány | 2014. április 1. (másodszor) | 2014. október 1. | 183 nap      |
| Lorella Stefanelli        |     | Régenskapitány | 2015. október 1.             | 2016. április 1. | 184 nap      |
| Mimma Zavoli              |     | Régenskapitány | 2017. április 1.             | 2017. október 1. | 183 nap      |
| Vanessa D'Ambrosio        |     | Régenskapitány | 2017. április 1.             | 2017. október 1. | 183 nap      |
| Mariella Mularoni         |     | Régenskapitány | 2019. október 1.             | 2020. április 1. | 183 nap      |
| Grazia Zafferani          |     | Régenskapitány | 2020. április 1.             | 2020. október 1. | 183 nap      |
| Maria Luisa Berti         |     | Régenskapitány | 2022. október 1. (másodszor) | 2023. április 1. | 183 nap      |
| Adele Tonnini             |     | Régenskapitány | 2023. április 1.             | 2023. október 1. | 183 nap      |
| Milena Gasperoni          |     | Régenskapitány | 2024. április 1.             | 2024. október 1. | 183 nap      |
| Francesca Civerchia       |     | Régenskapitány | 2024. október 1.             | 2025. április 1. | 183 nap      |
| Denise Bronzetti          |     | Régenskapitány | 2025. április 1.             | Hivatalban       |              |

## Sao Tomé és Principe
1975 óta félelnöki köztársaság. 2002-ben került először nő miniszterelnöki pozícióba.
| Név                     | Kép | Hivatal        | Mandátum kezdete | Mandátum vége        | Hivatali idő  |
| ----------------------- | --- | -------------- | ---------------- | -------------------- | ------------- |
| Maria das Neves         |     | Miniszterelnök | 2002. október 3. | 2004. szeptember 18. | 1 év, 351 nap |
| Maria do Carmo Silveira |     | Miniszterelnök | 2005. június 8.  | 2006. április 21.    | 317 nap       |
| Ilza Amado Vaz          |     | Miniszterelnök | 2025. január 9.  | 2025. január 12.     | 3 nap         |

## Srí Lanka
1948-1972 között független alkotmányos királyság a Brit Nemzetközösségen belül. Államfője a mindenkori brit uralkodó. 1972 óta félelnöki köztársaság. 1960-ban került először nő miniszterelnöki és 1994-ben elnöki pozícióba.
| Név                   | Kép | Hivatal | Mandátum kezdete   | Mandátum vége     | Hivatali idő  |
| --------------------- | --- | ------- | ------------------ | ----------------- | ------------- |
| Chandrika Kumaratunga |     | Elnök   | 1994. november 12. | 2005. november 9. | 11 év, 17 nap |

| Név                   | Kép | Hivatal        | Mandátum kezdete                | Mandátum vége        | Hivatali idő  |
| --------------------- | --- | -------------- | ------------------------------- | -------------------- | ------------- |
| Sirimavo Bandaranaike |     | Miniszterelnök | 1960. július 21.                | 1965. március 27.    | 4 év, 249 nap |
| Sirimavo Bandaranaike |     | Miniszterelnök | 1970. május 29. (másodszor)     | 1977. szeptember 23. | 7 év, 55 nap  |
| Chandrika Kumaratunga |     | Miniszterelnök | 1994. augusztus 19.             | 1994. november 12.   | 85 nap        |
| Sirimavo Bandaranaike |     | Miniszterelnök | 1994. november 14. (harmadszor) | 2000. július 10.     | 5 év, 239 nap |
| Harini Amarasuriya    |     | Miniszterelnök | 2024. szeptember 24.            | Hivatalban           |               |

## Suriname
1987 óta parlamentáris elnöki köztársaság. 2025-ben került először nő elnöki pozícióba.
| Név                       | Kép | Hivatal | Mandátum kezdete | Mandátum vége | Hivatali idő |
| ------------------------- | --- | ------- | ---------------- | ------------- | ------------ |
| Jennifer Geerlings-Simons |     | Elnök   | 2025. július 16. | Hivatalban    |              |

## Svájc
1848 óta szövetségi köztársaság. A fő végrehajtó testület a Szövetségi Tanács, mely hét tagot számlál. Tagjait a jelentősebb politikai pártok adják. A Svájci Konföderáció elnökét a Tanács tagjai közül választják. Megbízása egy évre szól, reprezentatív funkciót lát el. 1999-ben került először nő elnöki pozícióba.
| Név                     | Kép | Hivatal | Mandátum kezdete            | Mandátum vége      | Hivatali idő |
| ----------------------- | --- | ------- | --------------------------- | ------------------ | ------------ |
| Ruth Dreifuss           |     | Elnök   | 1999. január 1.             | 1999. december 31. | 365 nap      |
| Micheline Calmy-Rey     |     | Elnök   | 2007. január 1.             | 2007. december 31. | 365 nap      |
| Doris Leuthard          |     | Elnök   | 2010. január 1.             | 2010. december 31. | 365 nap      |
| Micheline Calmy-Rey     |     | Elnök   | 2011. január 1. (másodszor) | 2011. december 31. | 365 nap      |
| Eveline Widmer-Schlumpf |     | Elnök   | 2012. január 1.             | 2012. december 31. | 366 nap      |
| Simonetta Sommaruga     |     | Elnök   | 2015. január 1.             | 2015. december 31  | 365 nap      |
| Doris Leuthard          |     | Elnök   | 2017. január 1. (másodszor) | 2017. december 31. | 365 nap      |
| Simonetta Sommaruga     |     | Elnök   | 2020. január 1. (másodszor) | 2020. december 31. | 365 nap      |
| Viola Amherd            |     | Elnök   | 2024. január 1.             | 2024. december 31. | 365 nap      |
| Karin Keller-Sutter     |     | Elnök   | 2025. január 1.             | Hivatalban         |              |

## Svédország
1876 óta alkotmányos királyság. 2021-ben került először nő miniszterelnöki pozícióba.
| Név                 | Kép | Hivatal        | Mandátum kezdete   | Mandátum vége     | Hivatali idő |
| ------------------- | --- | -------------- | ------------------ | ----------------- | ------------ |
| Magdalena Andersson |     | Miniszterelnök | 2021. november 30. | 2022. október 18. | 322 nap      |

## Szamoa
2007 óta parlamentáris köztársaság. 2021-ben került először nő miniszterelnöki pozícióba. 
| Név            | Kép | Hivatal        | Mandátum kezdete | Mandátum vége | Hivatali idő |
| -------------- | --- | -------------- | ---------------- | ------------- | ------------ |
| Naomi Mata'afa |     | Miniszterelnök | 2021. május 24.  | Hivatalban    |              |

## Szenegál
1960 óta félelnöki köztársaság. 2001-ben került először nő miniszterelnöki pozícióba.
| Név              | Kép | Hivatal        | Mandátum kezdete    | Mandátum vége     | Hivatali idő  |
| ---------------- | --- | -------------- | ------------------- | ----------------- | ------------- |
| Mame Madior Boye |     | Miniszterelnök | 2001. március 3.    | 2002. november 4. | 1 év, 246 nap |
| Aminata Touré    |     | Miniszterelnök | 2013. szeptember 1. | 2014. július 8.   | 310 nap       |

## Szent Márton-sziget
Az eredetileg hat szigetből álló Holland Antillák 1954-ben részleges, majd teljes önkormányzatot kapott, minden szigetnek a lakosság által választott helyi kormányzata van. A Holland Antillák egyesített közigazgatási egység státusza 2010. október 10-től megváltozott és az 5 sziget új alkotmányos státust kapott a Holland királyságon belül. Bonaire, Sint Eustatius és Saba beleegyezett, hogy holland községekké váljanak Karibi Hollandia néven, míg Curaçao és Szent Márton-sziget holland fele (Sint Maarten) önálló országok lesznek a Holland Királyságban. Curaçao és Sint Maarten a Holland Királyság két új társult állama lett. 1999-ben került először nő miniszterelnöki pozícióba.
| Név                   | Kép | Hivatal        | Mandátum kezdete              | Mandátum vége      | Hivatali idő  |
| --------------------- | --- | -------------- | ----------------------------- | ------------------ | ------------- |
| Sarah Wescot-Williams |     | Miniszterelnök | 1999. július 1.               | 2009. június 6.    | 9 év, 340 nap |
| Sarah Wescot-Williams |     | Miniszterelnök | 2010. október 10. (másodszor) | 2014. december 19. | 4 év, 70 nap  |
| Leona Marlin-Romero   |     | Miniszterelnök | 2018. január 15.              | 2019. október 10.  |               |
| Silveria Jacobs       |     | Miniszterelnök | 2019. november 19.            | 2024. május 3.     |               |

## Szerbia
2006 óta parlamentáris köztársaság. 2012-ben került először nő elnöki és 2017-ben miniszterelnöki pozícióba.
| Név                     | Kép | Hivatal | Mandátum kezdete   | Mandátum vége    | Hivatali idő |
| ----------------------- | --- | ------- | ------------------ | ---------------- | ------------ |
| Natasa Micic            |     | Elnök   | 2002. december 29. | 2004. január 27. | 1 év, 29 nap |
| Slavica Đukić Dejanović |     | Elnök   | 2012. április 5.   | 2012. május 31.  | 56 nap       |

| Név         | Kép | Hivatal        | Mandátum kezdete | Mandátum vége     | Hivatali idő  |
| ----------- | --- | -------------- | ---------------- | ----------------- | ------------- |
| Ana Brnabić |     | Miniszterelnök | 2017. június 29. | 2024. március 20. | 6 év, 265 nap |

## Szingapúr
1965 óta parlamentáris köztársaság. 2017-ben került először nő elnöki pozícióba.
| Név           | Kép | Hivatal | Mandátum kezdete     | Mandátum vége        | Hivatali idő |
| ------------- | --- | ------- | -------------------- | -------------------- | ------------ |
| Halimah Yacob |     | Elnök   | 2017. szeptember 14. | 2023. szeptember 14. | 6 év, 0 nap  |

## Szlovákia
1992 óta parlamentáris köztársaság. 2010-ben került először nő miniszterelnöki és 2019-ben elnöki pozícióba.
| Név             | Kép | Hivatal | Mandátum kezdete | Mandátum vége    | Hivatali idő |
| --------------- | --- | ------- | ---------------- | ---------------- | ------------ |
| Zuzana Čaputová |     | Elnök   | 2019. június 15. | 2024. június 15. | 5 év, 0 nap  |

| Név            | Kép | Hivatal        | Mandátum kezdete | Mandátum vége    | Hivatali idő  |
| -------------- | --- | -------------- | ---------------- | ---------------- | ------------- |
| Iveta Radičová |     | Miniszterelnök | 2010. július 8.  | 2012. április 4. | 1 év, 271 nap |

## Szlovénia
1991 óta parlamentáris köztársaság. 2013-ban került először nő miniszterelnöki és 2022-ben elnöki pozícióba.
| Név               | Kép | Hivatal | Mandátum kezdete   | Mandátum vége | Hivatali idő |
| ----------------- | --- | ------- | ------------------ | ------------- | ------------ |
| Nataša Pirc Musar |     | Elnök   | 2022. december 22. | Hivatalban    |              |

| Név             | Kép | Hivatal        | Mandátum kezdete  | Mandátum vége        | Hivatali idő  |
| --------------- | --- | -------------- | ----------------- | -------------------- | ------------- |
| Alenka Bratušek |     | Miniszterelnök | 2013. március 20. | 2014. szeptember 18. | 1 év, 182 nap |

## Szovjetunió
A Szovjet Szocialista Köztársaságok Szövetsége, röviden Szovjetunió szocialista berendezkedésű állam volt Eurázsiában 1922 és 1991 között.

### Azerbajdzsáni Szovjet Szocialista Köztársaság
Amikor az Orosz Birodalom összeomlott az első világháborúban, Azerbajdzsán Örményországgal és Grúziával együtt része lett a rövid életű Transzkaukázusi Demokratikus Szövetségi Köztársaságnak. Amikor 1918 májusában a szövetség feloszlott, Azerbajdzsán kikiáltotta a független Azerbajdzsáni Demokratikus Köztársaságot, de 1920 áprilisában megszúnt az önállósága. A bolsevikok Bakuban kiáltották ki az Azerbajdzsáni Szovjet Szocialista Köztársaságot 1920. április 28-án.
1922-ben Azerbajdzsán Örményországgal és Grúziával együtt része lett a Transzkaukázusi Szovjet Szövetségi Szocialista Köztársaságnak, amely a Szovjetunió tagállama volt. 1936-ban feloszlatták az Transzkaukázusi Köztársaságot és az Azerbajdzsáni Szovjet Szocialista Köztársaság egyike lett a Szovjetunió 12 (1940-től 15) tagállamának. Azerbajdzsán 1991-ben nyerte vissza a függetlenségét. A tagköztársaság élére 1989-ben került először nő mint a Legfelsőbb Tanács Elnökségének elnöke.
| Név             | Kép | Hivatal | Mandátum kezdete | Mandátum vége   | Hivatali idő |
| --------------- | --- | ------- | ---------------- | --------------- | ------------ |
| Elmira Qafarova |     | Elnök   | 1989. június 22. | 1990. május 18. | 331 nap      |

### Ukrán Szovjet Szocialista Köztársaság
1917-1921 között népköztársaság. 1921-ben a Vörös Hadsereg bekebelezte és megszüntette önállóságát, majd az 1922-ben létrejött Szovjetunió részévé vált. 1991-ben nyerte vissza a függetlenségét. A tagköztársaság élére 1984-ben került először nő mint a Legfelsőbb Tanács Elnökségének elnöke. 
| Név                 | Kép | Hivatal | Mandátum kezdete   | Mandátum vége   | Hivatali idő  |
| ------------------- | --- | ------- | ------------------ | --------------- | ------------- |
| Valentina Sevcsenko |     | Elnök   | 1984. november 22. | 1990. június 4. | 5 év, 194 nap |

## Tajvan
1945 óta elnöki köztársaság. 1949-ben Tajvan szigetére menekült nacionalisták létrehozták a Kínai Köztársaságot, miután Kínában kikiáltották a kommunisták a népköztársaságot. 2016-ban került először nő elnöki pozícióba.
| Név          | Kép | Hivatal | Mandátum kezdete | Mandátum vége   | Hivatali idő |
| ------------ | --- | ------- | ---------------- | --------------- | ------------ |
| Caj Jing-ven |     | Elnök   | 2016. május 20.  | 2024. május 20. | 8 év         |

## Tanzánia
1964 óta elnöki köztársaság. 2021-ben került először nő elnöki pozícióba.
| Név          | Kép | Hivatal | Mandátum kezdete  | Mandátum vége | Hivatali idő |
| ------------ | --- | ------- | ----------------- | ------------- | ------------ |
| Samia Suluhu |     | Elnök   | 2021. március 19. | Hivatalban    |              |

## Thaiföld
1932 óta alkotmányos monarchia. Államfője a mindenkori thai uralkodó. 2011-ben került először nő miniszterelnöki pozícióba.
| Név                   | Kép | Hivatal        | Mandátum kezdete    | Mandátum vége  | Hivatali idő  |
| --------------------- | --- | -------------- | ------------------- | -------------- | ------------- |
| Jinglak Csinavat      |     | Miniszterelnök | 2011. július 3.     | 2014. május 7. | 2 év, 308 nap |
| Phethongthán Csinavat |     | Miniszterelnök | 2024. augusztus 16. | Hivatalban     |               |

## Togo
1961-1991 között elnöki köztársaság, 1991 óta félelnöki köztársaság. 2020-ban került először nő miniszterelnöki pozícióba.
| Név                    | Kép | Hivatal        | Mandátum kezdete     | Mandátum vége | Hivatali idő |
| ---------------------- | --- | -------------- | -------------------- | ------------- | ------------ |
| Victorie Tomegah Dogbé |     | Miniszterelnök | 2020. szeptember 28. | Hivatalban    |              |

## Törökország
1923 óta parlamentáris köztársaság. 1993-ban került először nő miniszterelnöki pozícióba.
| Név          | Kép | Hivatal        | Mandátum kezdete | Mandátum vége    | Hivatali idő  |
| ------------ | --- | -------------- | ---------------- | ---------------- | ------------- |
| Tansu Çiller |     | Miniszterelnök | 1993. június 13. | 1996. március 6. | 2 év, 267 nap |

## Transkei Köztársaság
1976-1994 között létező el nem ismert önálló állam, ami újraegyesült a Dél-Afrikai Köztársasággal. Az ország államformája parlamentáris köztársaság volt. 1987-ben került először nő miniszterelnöki pozícióba.
| Név           | Kép | Hivatal        | Mandátum kezdete | Mandátum vége      | Hivatali idő |
| ------------- | --- | -------------- | ---------------- | ------------------ | ------------ |
| Stella Sigcau |     | Miniszterelnök | 1987. október 5. | 1987. december 30. | 86 nap       |

## Trinidad és Tobago
1976 óta parlamentáris köztársaság. 2010-ben került először nő miniszterelnöki és 2018-ban elnöki pozícióba. 
| Név                | Kép | Hivatal | Mandátum kezdete  | Mandátum vége     | Hivatali idő |
| ------------------ | --- | ------- | ----------------- | ----------------- | ------------ |
| Paula-Mae Weekes   |     | Elnök   | 2018. március 19. | 2023. március 20. | 5 év, 1 nap  |
| Christine Kangaloo |     | Elnök   | 2023. március 20. | Hivatalban        |              |

| Név                    | Kép | Hivatal        | Mandátum kezdete | Mandátum vége       | Hivatali idő  |
| ---------------------- | --- | -------------- | ---------------- | ------------------- | ------------- |
| Kamla Persad-Bissessar |     | Miniszterelnök | 2010. május 26.  | 2015. szeptember 9. | 5 év, 106 nap |
| Kamla Persad-Bissessar |     | Miniszterelnök | 2025. május 1.   | Hivatalban          |               |

## Tunézia
2014 óta félelnöki köztársaság. 2021-ben került először nő miniszterelnöki pozícióba.
| Név            | Kép | Hivatal        | Mandátum kezdete  | Mandátum vége      | Hivatali idő  |
| -------------- | --- | -------------- | ----------------- | ------------------ | ------------- |
| Najla Bouden   |     | Miniszterelnök | 2021. október 11. | 2023. augusztus 2. | 1 év, 295 nap |
| Sara Zaafarani |     | Miniszterelnök | 2025. március 21. | Hivatalban         |               |

## Tuva
1921-1944 között létező népköztársaság. 1944-ben a Szovjetunió bekebelezte és megszüntette önállóságát. 1940-ben került először nő elnöki pozícióba és egyben utolsó államfője volt.
| Név                  | Kép | Hivatal | Mandátum kezdete | Mandátum vége     | Hivatali idő  |
| -------------------- | --- | ------- | ---------------- | ----------------- | ------------- |
| Hertek Ancsimaa-Toka |     | Elnök   | 1940. április 6. | 1944. október 11. | 4 év, 188 nap |

## Ukrajna
1917-1921 között népköztársaság. 1921-ben a Vörös Hadsereg bekebelezte és megszüntette önállóságát, majd az 1922-ben létrejött Szovjetunió részévé vált. 1991 óta félelnöki köztársaság. 1917-ben került először nő miniszterelnöki pozícióba.
| Név                | Kép | Hivatal        | Mandátum kezdete               | Mandátum vége       | Hivatali idő |
| ------------------ | --- | -------------- | ------------------------------ | ------------------- | ------------ |
| Jevhenyija Bos     |     | Miniszterelnök | 1917. december 30.             | 1918. március 1.    | 83 nap       |
| Julija Timosenko   |     | Miniszterelnök | 2005. január 24.               | 2005. szeptember 6. | 225 nap      |
| Julija Timosenko   |     | Miniszterelnök | 2007. december 18. (másodszor) | 2010. március 3.    | 2 év, 75 nap |
| Julija Szviridenko |     | Miniszterelnök | 2025. július 17.               | Hivatalban          |              |

## Új-Zéland
1970 óta független alkotmányos királyság a Brit Nemzetközösségen belül. Államfője a mindenkori brit uralkodó. 1997-ben került először nő miniszterelnöki pozícióba.
| Név            | Kép | Hivatal        | Mandátum kezdete  | Mandátum vége      | Hivatali idő  |
| -------------- | --- | -------------- | ----------------- | ------------------ | ------------- |
| Jenny Shipley  |     | Miniszterelnök | 1997. december 5. | 1999. december 5.  | 2 év, 0 nap   |
| Helen Clark    |     | Miniszterelnök | 1999. december 5. | 2008. november 19. | 8 év, 350 nap |
| Jacinda Ardern |     | Miniszterelnök | 2017. október 26. | 2023. január 25.   | 5 év, 91 nap  |

## Vatikán
756 óta teokratikus monarchia. Államfője a mindenkori pápa, akit törvényhozói, végrehajtói és bíráskodási teljhatalom illet meg. Az állam szervei a működéshez szükséges minimális szinten épültek ki. Az alaptörvény szerint a törvényhozói hatalmat a pápa nevében a XII. Pius pápa által 1939-ben létrehozott Vatikánvárosi Állam Pápai Bizottsága gyakorolja, melynek tagjait öt évre nevezik ki. A bizottság elnöke egyben a végrehajtó hatalmat gyakorló Vatikánvárosi Állam Kormányzóságának elnöke is. 2025-ben került először nő Vatikánvárosi Állam Kormányzóságának elnöki pozíciójába.
| Név               | Kép | Hivatal             | Mandátum kezdete | Mandátum vége     | Hivatali idő |
| ----------------- | --- | ------------------- | ---------------- | ----------------- | ------------ |
| Raffaella Petrini |     | Kormányzóság elnöke | 2025. március 1. | 2025. április 21. | 52 nap       |
| Raffaella Petrini |     | Kormányzóság elnöke | 2025. május 9.   | Hivatalban        |              |

## Vietnám
1976 óta szocialista köztársaság. 2018-ban került először nő elnöki pozícióba.
| Név                 | Kép | Hivatal | Mandátum kezdete              | Mandátum vége     | Hivatali idő |
| ------------------- | --- | ------- | ----------------------------- | ----------------- | ------------ |
| Đặng Thị Ngọc Thịnh |     | Elnök   | 2018. szeptember 22.          | 2018. október 23. | 32 nap       |
| Võ Thị Ánh Xuân     |     | Elnök   | 2023. január 18.              | 2023. március 2.  | 43 nap       |
| Võ Thị Ánh Xuân     |     | Elnök   | 2024. március 21. (másodszor) | 2024. május 22.   | 62 nap       |